# Gredilla la Polera
Gredilla la Polera es un antiguo municipio, código INE-09147, en Castilla la Vieja, hoy comunidad autónoma de Castilla y León, provincia de Burgos (España). Está situada en la comarca de Alfoz de Burgos y en la actualidad es una Entidad Local Menor dependiente del Ayuntamiento de Merindad de Río Ubierna.

## Población
En el censo de la matrícula catastral 14 hogares y 44 vecinos.
Entre el censo de 1857 y el anterior, creció el término del municipio porque incorporó a 095028 Castrillo de Rucios, 095067 Mata, 095122 Robredo Sobresierra y 095181 Villalbilla Sobresierra.
Entre el censo de 1981 y el anterior, el municipio de Gredilla la Polera desapareció porque se agrupó en el municipio 09906 Merindad de Río Ubierna, contaba entonces con 137 habitantes y una extensión superficial de 3.125 ha.

## Demografía
| Gráfica de evolución demográfica de Gredilla de Polera entre 1842 y 1970 |
| |
| Población de derecho según los censos de población del INE. Población de hecho según los censos de población del INE.En estos censos se denominaba Gredilla la Polera: 1842, 1857, 1860, 1877, 1887, 1897, 1900, 1910, 1920, 1930, 1940, 1950 y 1960. Entre el censo de 1857 y el anterior, crece el término del municipio porque incorpora a Castrillo de Rucios, Mata, Robredo Sobresierra y Villalvilla Sobresierra. Entre el censo de 1981 y el anterior, este municipio desaparece porque se agrupa en el municipio Merindad del Río Ubierna. |

En 2006 contaba con 88 habitantes contando todas las poblaciones que agrupaban el municipio desde la década de los ochenta del siglo XX.
| 1842 |  | 1857 |  | 1860 |  | 1877 |  | 1887 |  | 1897 |  | 1900 |  | 1910 |  | 1920 |  | 1930 |  | 1940 |  | 1950 |  | 1960 |  | 1970 |
| ---- |  | ---- |  | ---- |  | ---- |  | ---- |  | ---- |  | ---- |  | ---- |  | ---- |  | ---- |  | ---- |  | ---- |  | ---- |  | ---- |
| 54   |  | 371  |  | 353  |  | 310  |  | 304  |  | 331  |  | 327  |  | 350  |  | 339  |  | 401  |  | 354  |  | 385  |  | 323  |  | 137  |

## Situación
Dista 12 km de la capital del municipio, Sotopalacios y 23 km de la capital de la provincia, Burgos. Se encuentra en el valle formado por el arroyo Jordán, en la orilla izquierda del río Ubierna, que da nombre a la merindad. Está situada a 1,8 kilómetros de la carretera N-623 y también puede accederse desde la carretera CL-629 atravesando Villalbilla Sobresierra.

## Historia
Lugar que formaba parte, de la Jurisdicción de Río Ubierna en el Partido de Burgos, uno de los catorce que formaban la Intendencia de Burgos, durante el periodo comprendido entre 1785 y 1833, en el Censo de Floridablanca de 1787 , jurisdicción de realengo, alcalde pedáneo.

## Otros datos
Dispone de un edificio multiusos que incluye bar, consultorio médico y salón de reuniones. La localidad cuenta asimismo con báscula de pesaje para vehículos pesados.